# 317
Năm 317 là một năm trong lịch Julius. 
nhà Đông Tấn chạy xuống phía nam sống Hoàng Hà , Tấn Nguyên Đế lên ngôi

## Mất
- Tấn Mẫn Đế, vị vua cuối cùng nhà Tây Tấn ở Trung Quốc (sinh 300)